# أنتونيو فراسكو
أنتونيو فراسكو ، من مواليد 16 يناير 1955 ، لاعب كرة قدم برتغالي سابق.
لعب مع منتخب البرتغال لكرة القدم.

## وصلات خارجية
- أنتونيو فراسكو على موقع الاتحاد الأوربي (الإنجليزية)
- أنتونيو فراسكو على موقع قاعدة بيانات كرة القدم.إي يو (الإنجليزية)
- أنتونيو فراسكو على موقع ناشيونال فوتبول تيمز (الإنجليزية)
- أنتونيو فراسكو على موقع عالم كرة القدم.نت (الإنجليزية)